# Bo Dreiwitz
Bo Gilbert Dreiwitz, född 27 augusti 1935 i Kungsholms församling i Stockholms stad, är en svensk militär.

## Biografi
Dreiwitz avlade officersexamen vid Kungliga Krigsskolan 1958 och utnämndes samma år till fänrik vid Hälsinge flygflottilj. Han utnämndes till kapten i Generalstabskåren 1966 och erhöll 1969 tjänst som lärare vid Militärhögskolan. År 1972 befordrades han först till major och därefter till överstelöjtnant. Han tjänstgjorde i Studieavdelningen vid Försvarsstaben 1973–1977 och vid Planeringssekretariatet på Försvarsdepartementet 1977–1982. År 1982 befordrades han till överste, varefter han var planeringsdirektör vid Försvarets materielverk. Åren 1985–2000 var han kanslichef i Södra civilområdet.
Bo Dreiwitz invaldes 1989 som ledamot av Kungliga Krigsvetenskapsakademien.